# Каки (Бушир)
Каки́  (перс.  كاكي ‎) — небольшой город на юге Ирана, в провинции Бушир. Входит в состав шахрестана Дешти. На 2006 год население составляло 9893 человека; в национальном составе преобладают персы, в конфессиональном — мусульмане-шииты.

## География
Город находится в центральной части Бушира, на равнине Гермсир, между побережьем Персидского залива и хребтами юго-западного Загроса, на высоте 20 метров над уровнем моря.
Каки расположен на расстоянии приблизительно 95 километров к юго-востоку от Бушира, административного центра провинции и на расстоянии 805 километров к югу от Тегерана, столицы страны.